# Dybbølsbro
Dybbølsbro ist eine Brücke im Bezirk Vesterbro in der dänischen Hauptstadt Kopenhagen. An ihrem südöstlichen Ende schließt sie an die Straße Kalvebod Brygge an, an ihrem nordöstlichen Ende an eine fünfarmige Kreuzung am Yrsa-Platz mit den Straßen Ingerslevsgade, Dybbølsgade und Skelbækgade. Sie überspannt im Bereich der S-Bahn-Station Fisketorvet (früher: Dybbølsbro) ein rund 240 Meter breites Eisenbahngelände. Der Zugang zur unten gelegenen Bahnstation erfolgt über Treppen und Aufzüge auf der Nordseite der Brücke.
2019 wurde die Brücke um einen zehn Meter breiten bidirektionalen Radweg und eine fünf Meter breite Gehwegfläche erweitert. Der viel befahrene Radweg ist Teil der Universitätsroute und verbindet Vesterbro über die Fahrradschlange mit Islands Brygge. Im Brückenbereich war er bei seiner Errichtung Kopenhagens breitester Radweg.
Zur Verbesserung der Verkehrssicherheit führt der blau markierte Radweg seit Frühjahr 2023 diagonal über die fünfarmige Kreuzung am Yrsa-Platz.
Es gibt Überlegungen, die Brücke für den KfZ-Verkehr ganz zu sperren.

## Städtebauliches Umfeld
Am südöstlichen Ende der Brücke, im Bereich der Kreuzung mit der Straße Kalvebod Brygge, sind anliegende Grundstücke erst um 2020 herum mit den beiden Kaktustürmen (80 beziehungsweise 60 Meter hoch und damit 2023 auf Platz 9 beziehungsweise Platz 25 der Liste der Hochhäuser in Dänemark) und einem IKEA-Markt bebaut worden. Von Dybbølsbro aus hat man einen guten Blick auf das Bahngelände und die Schienen sowie auf Kopenhagens Skyline mit einer Reihe von Hochhäusern, Türmen und großformatigen Gebäuden.

## Name und Historie
Der Name der Brücke wurde von der Straße Dybbølsgade übernommen, die schon seit den 1880er Jahren besteht. Der Ort Dybbøl liegt in Südjütland und ist in Deutschland auch unter seinem früheren Namen Düppel bekannt. Die S-Bahn-Station besteht seit 1934, als die S-Bahn-Linie nach Valby in Betrieb genommen wurde.

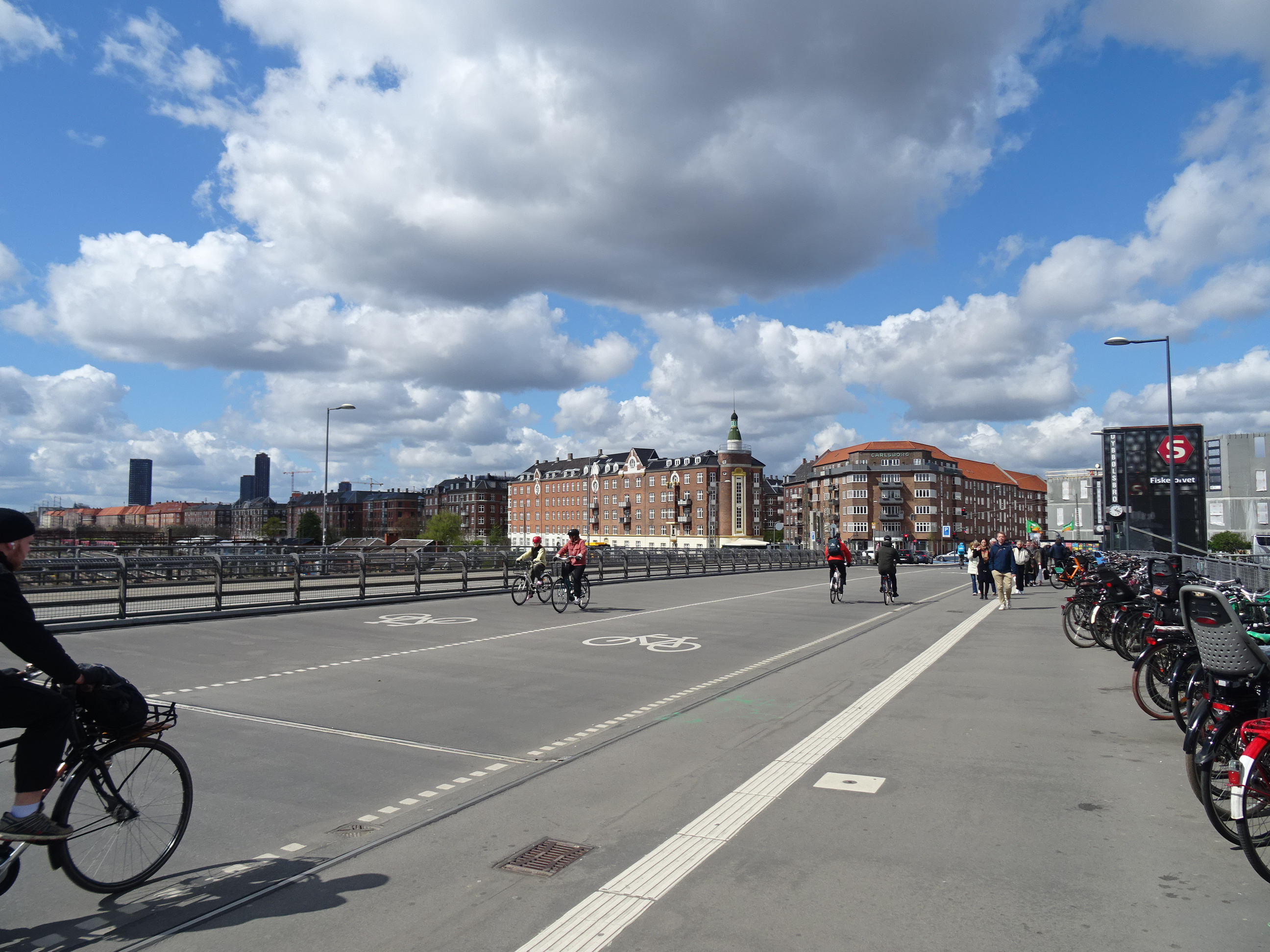
Radspuren und Fußweg auf der Brücke Dybbølsbro
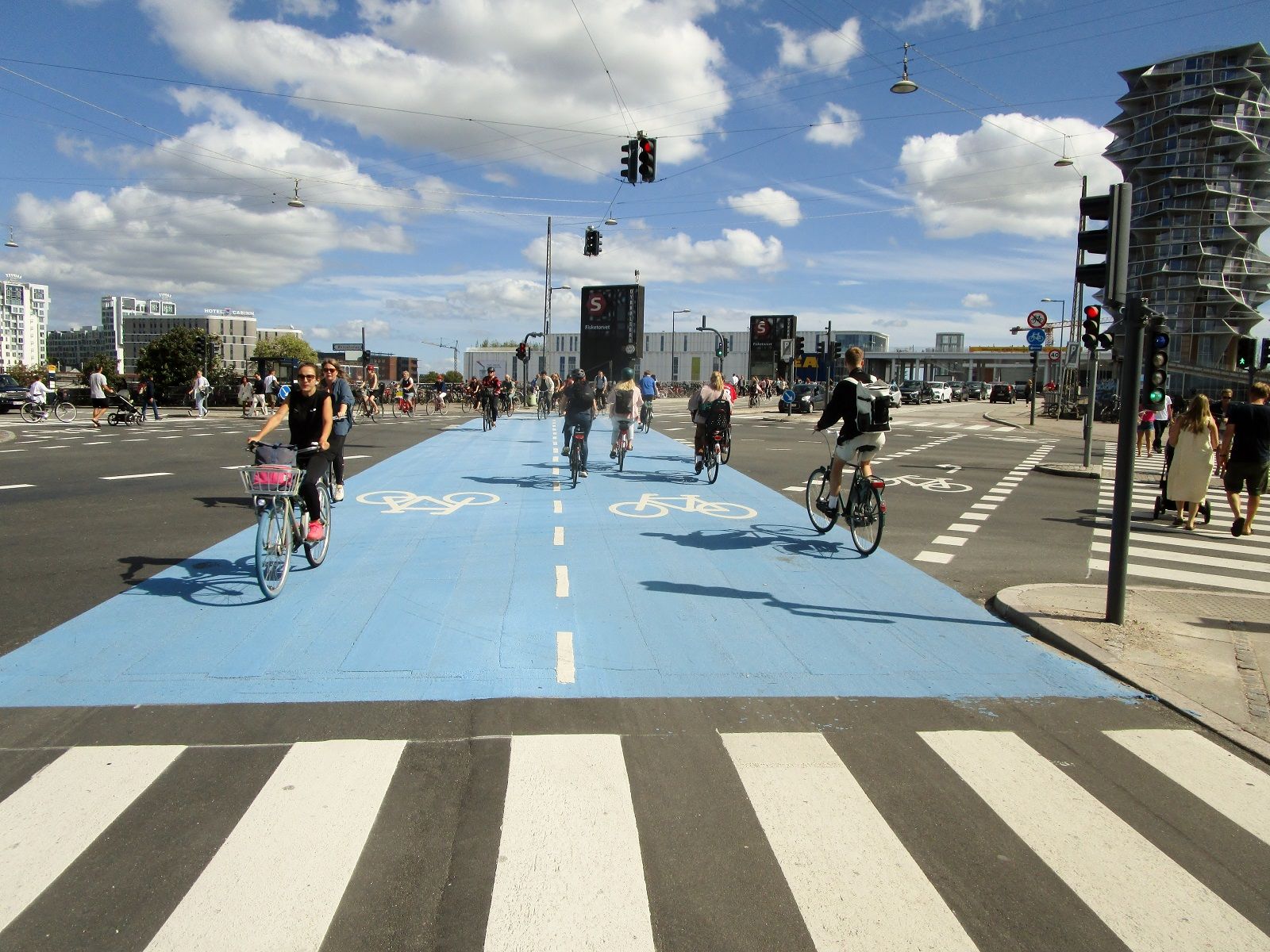
Diagonaler Radweg vom Yrsa-Platz auf die Brücke